# Gatto a pelo semilungo

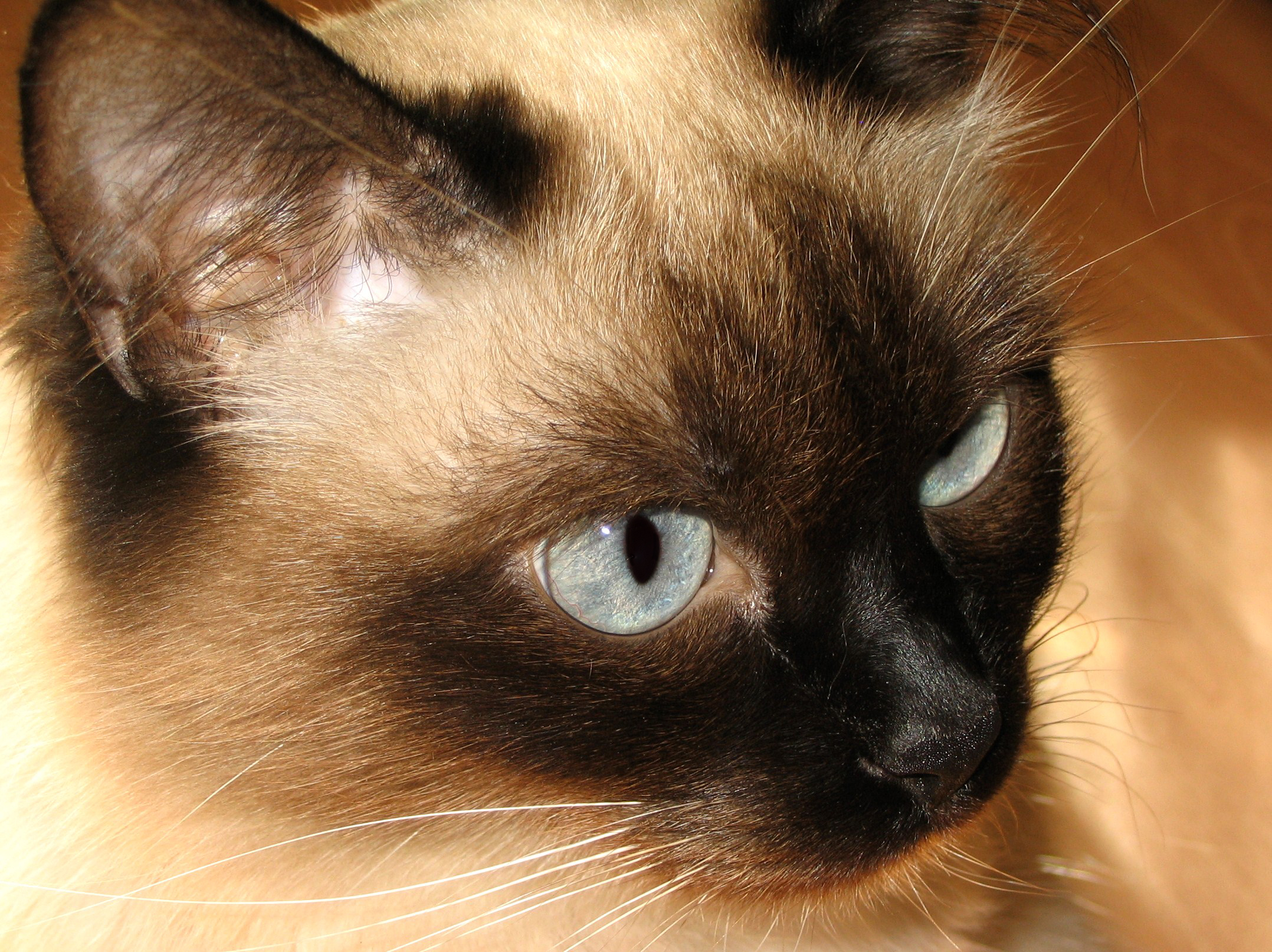
Gatto a pelo semilungo colourpoint.

Il gatto a pelo semilungo si differenzia fondamentalmente dai gatti a pelo lungo durante l'estate: in questa stagione infatti, questi gatti perdono gran parte del sottopelo ed anche del pelo di copertura, diventando molto simili ai comuni gatti a pelo corto, salvo che per la coda che resta comunque voluminosa.
Questo è dovuto al fatto che i gatti a pelo lungo, categoria di cui fa parte solo il gatto persiano, è un gatto creato dall'uomo attraverso un lavoro di selezione di quei soggetti che presentavano le caratteristiche volute muso schiacciato, occhi rotondi, pelo lungo e setoso.
I gatti a pelo semilungo sono invece solitamente gatti naturali, che si sono adattati all'ambiente dove vivevano sviluppando una folta pelliccia invernale.
Non è un caso che i gatti di queste razze provengano da zone geograficamente molto fredde, come il gatto delle foreste norvegesi, il gatto d'Angora o il Maine Coon, o comunque da zone montagnose come il Turco Van.
Il pelo semilungo è meno morbido del pelo lungo, che tende ad annodarsi facilmente se il gatto non viene quotidianamente spazzolato, mentre per i gatti a pelo semilungo basta una toelettatura settimanale per rimuovere il pelo nei periodi di muta.